# 20109 Alicelandis
20109 Alicelandis (1995 RJ) là một tiểu hành tinh vành đai chính được phát hiện ngày 12 tháng 9 năm 1995 bởi J. L. Tonry ở Michigan-Dartmouth-MIT Observatory.